# Toni Ulmen
Pas d'image ? Cliquez ici

Toni Ulmen, né le 25 janvier 1906 à Düsseldorf et mort le 4 novembre 1976 dans sa ville natale, est un ancien pilote allemand de course automobile. Il a disputé deux épreuves de championnat du monde des conducteurs, en 1952, sur Veritas.

## Résultats en championnat du monde de Formule 1
| Saison | Écurie | Châssis                   | Moteur             | Pneus  | GP disputés | Points inscrits | Classement en championnat |
| ------ | ------ | ------------------------- | ------------------ | ------ | ----------- | --------------- | ------------------------- |
| 1952   | Privé  | Veritas RS Veritas Meteor | Veritas 6 en ligne | Dunlop | 2           | 0               | n.c.                      |